# Hot Shot (singolo)
Hot Shot è un singolo di Karen Young, scritto e prodotto da Andrew Kahn e Kurt Borusiewicz, e incluso nell'omonimo album del 1978.
La canzone fu pubblicata come singolo principale dell'album e rimase per due settimane alla prima posizione della classifica disco di Billboard. Il singolo comparve anche nella Billboard Hot 100, dove arrivò alla posizione numero 67, mentre raggiunse la 34ª posizione nella UK Singles Chart.

## Usi successivi

### Cover e remake
- Nel 1996 la canzone è stata campionata dai Daft Punk nel brano Indo Silver Club dell'album Homework
- Nel 1999 i Blondie registrarono una cover della canzone e la inclusero nell'edizione giapponese del loro album No Exit
- Nel 2007 la MaxRoxx Music pubblicò una versione rinnovata del brano, Hot Shot: The Karen Young Reheat, con nuovi mix che utilizzano la voce originale

### Nella cultura popolare
- Hot Shot è stata utilizzata nel film del 1990 Il mistero Von Bulow